# Casa Mercè Pla Masgrau
Casa Mercè Pla Masgrau és un habitatge unifamiliar del municipi de la Garriga inclòs en l'Inventari del Patrimoni Arquitectònic de Catalunya.

## Descripció
És un habitatge unifamiliar aïllat amb paret mitgera al nord. Consta de planta soterrani, planta baixa i golfes. Consta d'obertures encerclades, llinda amb arc de frontó i encerclat rectangular. Té coberta a dues vessants.
Hi ha detalls modernistes a l'arrambadís ceràmic de la galeria d'entrada.. Les pilastres que emmarquen el capcer estan adornades amb relleus vegetals. El balcó i el plafó ceràmic queden encerclats per una sanefa de relleus vegetals. Com a element característic cal destacar un mural ceràmic al·legòric a la Verge de Montserrat, rodejat per dos pilastres que a la vegada emmarquen el balcó de la planta pis.

## Història
L'edifici és obra de l'arquitecte Emili Sala i Cortés del 1886.
L'any 1914 es varen fer reformes: s'afegí la galeria i el frontó orientat al sud. També s'amplià l'edifici fins a la mitgera nord i la porta d'entrada i barana de balcons. Les obres es varen dur a terme a partir del projecte d'Emili Sala quan era propietària la Sra. Dolors Veguer de Feliu.